# 2 Armia Konna
2 Armia Konna (ros. 2-я Конная армия) – armia okresu Rosji Radzieckiej, działająca krótko od lipca do grudnia 1920.

## Dowództwo armii
Dowódcy:
- gen. Oka Gorodowikow
- gen. Filipp Kuźmicz Mironow

Szefowie sztabu:
- Siergiej Dmitrijewicz Charłamow (17-28 lipca 1920)
- Nikołaj Kononowicz Szczołokow (28 lipca - 10 października 1920)
- Gieorgij Aleksandrowicz Armadierow (10 października - 6 grudnia 1920)

## Struktura organizacyjna
- 2 Dywizja Kawalerii im. Blinowa (lipiec - grudzień 1920)
- 16 Dywizja Kawalerii (lipiec - grudzień 1920)
- 20 Dywizja Kawalerii (lipiec - wrzesień 1920)
- 21 Dywizja Kawalerii (lipiec - grudzień 1920)
- 3 Dywizja Strzelców (październik 1920)
- 46 Dywizja Strzelców (październik 1920)